# Mare de Déu de la Foia
La Mare de Déu de la Foia, o Ermita de les Neus, és una ermita del municipi de Cabassers (Priorat) protegida com a bé cultural d'interès local.

## Descripció
Es tracta d'una edificació aixecada en dues èpoques diferents i adossades. La primitiva és constituïda per un petit oratori d'una nau amb volta de mig punt i que avui constitueix el presbiteri. A partir d'aquí el temple s'eixampla en la segona construcció, també d'una nau i amb volta rebaixada, reforçada per un arc faixó. L'interior és enguixat i amb un sol altar.
La primitiva construcció és de paredat de morter de pedra i la segona també, però arrebossada. La façana presenta dues portes, dues finestres i un ull de bou, essent rematada per una espadanya. Al davant hom hi ha bastit un porxo doble, amb vessants a dues aigües, amb suports de fusta i cobertes de fibrociment.

## Història
L'ermita fou aixecada el segle xvi i dedicada inicialment a Sant Marc. Comprenia la part que avui és el presbiteri i tenia un atri, el qual va ser enderrocat per ampliar l'església. Era a cura d'un majoral i més endavant d'un ermità. El 1873, quan la visità Maria de les Neus, muller d'Alfons de Borbó, germà de Carles VII, es volgué honorar els il·lustres hostes i es canvia l'advocació de la imatge, que de Mare de Déu de la Foia passà a Mare de Déu de les Neus.